# Le Meilleur des mondes
Le Meilleur des mondes („Die beste aller Welten“) ist eine französische politische Zeitschrift, die 2006 gegründet wurde und vierteljährlich in Paris erscheint. Sie ging aus dem Cercle de l'Oratoire hervor, einer transatlantisch orientierten Gruppe von französischen Intellektuellen, die die Reaktionen der Regierung der USA auf die Terroranschläge am 11. September 2001 kritisch unterstützt. Die Zeitschrift wird vom Journalisten Michel Taubmann, dem Leiter der Redaktion von Arte-Info, in den Éditions Denoël herausgegeben. Zu den in Deutschland bekanntesten Mitherausgebern zählt der Medien-Philosoph André Glucksmann.

## Titel und Ursprünge der Zeitschrift
Auf ihrer Website unterstreichen die Herausgeber, dass der Titel als Polemik gegen Utopien und religiöse Weltverbesserer und als Appell zu einer dringend nötigen neuen Besinnung auf westliche Errungenschaften wie Meinungsfreiheit und Liberalismus zu verstehen ist.
Der Titel der Zeitschrift aktualisiert eine Debatte der europäischen Aufklärung: Die in Frankreich geläufige Formel taucht auf im Titel von Gottfried Wilhelm Leibniz’ Schrift „Die beste aller möglichen Welten“ und in der Polemik gegen diesen utopisch-metaphysischen Ansatz durch Voltaire in seinem Roman „Candide oder der Optimismus“. Die Gründungsmitglieder der Zeitschrift stammen vorwiegend aus dem Cercle de l'Oratoire, einer Gruppe Intellektueller um Michel Taubmann und seiner Frau Florence Taubmann, Pastorin der reformierten Kirche Temple protestant de l'Oratoire du Louvre. Le Meilleur des mondes startete 2006 mit dem Ziel, den pro-amerikanischen Stimmen nach den Anschlägen des 11. September zu versammeln. In der Außendarstellung versteht es die Gruppe um den Medien- und Kampagnen-Profi Taubmann, zur rechten Zeit Petitionen mit einer klaren Botschaft massenwirksam zu verbreiten.
Vor dem Start haben die Herausgeber in Le Monde eine Petition mit dem Titel: « Cette guerre est la nôtre » („Dieser Krieg ist unser Krieg“) für ein Eingreifen der UNO in Afghanistan gestartet (Le Monde vom 8. November 2001). Am 4. März 2003 folgte in Le Figaro eine weitere bedeutende Petition: « Avec Washington et Londres, pour le soutien du peuple irakien » ("Mit Washington und London zur Unterstützung des irakischen Volkes").

## Position und Kritik
Die Herausgeber und Beiträger von Le Meilleur des mondes berufen sich auf die an Hannah Arendt anschließende Totalitarismus-Kritik der 1970er Jahre in Frankreich, die von Teilen der damaligen Linken gegen die Sowjetunion und Selbstverklärungen der Linken gerichtet war. Heute erscheint aus dieser Sicht der Islam-Faschismus mit seinen terroristischen Aktionen und seiner antisemitischen und antiwestlichen Grundhaltung als Bedrohung der freien Welt. Entsprechende Positionen vertreten in Deutschland Publizisten wie Josef Joffe, Richard Herzinger oder Henryk M. Broder. Aus Sicht ihrer Gegner gilt die Zeitschrift als „Stimme Amerikas“ (so die von der Zeitung Marianne, die einen französischen Dritten Weg zwischen Sozialismus und Globalisierung sucht) oder als „Stimme der Neokonservativen in Frankreich“ (Le Monde). Die unabhängige französische Internet-Zeitung Mediapart hingegen bescheinigte Le Meilleur des mondes am 7. Mai 2008, ein „Barometer der öffentlichen Meinung in Frankreich“ zu sein, eine Zeitschrift, die, wie im Falle des Irak-Kriegs auch eigene Fehleinschätzungen offen zugibt und analysiert.

## Bewährungsprobe: Der Fall Robert Redeker
Le Meilleur des Mondes hat die erste Petition zur Unterstützung des französischen Philosophie-Professor Robert Redeker, gestartet, der wegen eines anti-islamistischen Leitartikels im Figaro vom 19. September 2006 Morddrohungen erhalten hatte. Redeker hatte die Frage gestellt: « Face aux intimidations islamistes, que doit faire le monde libre? » („Was muss die freie Welt angesichts der islamistischen Einschüchterungen tun?“). Nach Morddrohungen gegen Redeker, die den Inhalt seines Artikels bestätigten, kam es zu einem Medienskandal: Die Redaktion des Figaro entsolidarisierte sich mit seinem Mitarbeiter und entschuldigte sich im arabischen Sender Al Jazeera.
Die Herausgeber von Le Meilleur des Mondes organisierten daraufhin am 15. November 2006 an Redekers Hochschulort Toulouse mit dem Conseil Représentatif des Institutions Juives de France (CRIF) und SOS Racisme eine medienwirksame Protestveranstaltung, an der unter anderem Bernard-Henri Lévy, Pascal Bruckner, Alain Finkielkraut und Claude Lanzmann teilnahmen.